# ژاک شوسون
ژاک شوسون (به فرانسوی: Jacques Chausson) نویسنده قرن هفدهم میلادی اهل فرانسه است.